# Paula Abdul/Diskografie
Diese Diskografie ist eine Übersicht über die musikalischen Werke der US-amerikanischen Sängerin Paula Abdul. Den Schallplattenauszeichnungen zufolge hat sie bisher mehr als 19,4 Millionen Tonträger verkauft, davon alleine in ihrer Heimat über 16,7 Millionen. Ihre erfolgreichste Veröffentlichung ist das Debütalbum Forever Your Girl mit über 8,1 Millionen verkauften Einheiten.

## Alben

### Studioalben
| Jahr | Titel             | Höchstplatzierung, Gesamtwochen, AuszeichnungChartplatzierungen (Jahr, Titel, Platzierungen, Wochen, Auszeichnungen, Anmerkungen) | Höchstplatzierung, Gesamtwochen, AuszeichnungChartplatzierungen (Jahr, Titel, Platzierungen, Wochen, Auszeichnungen, Anmerkungen) | Höchstplatzierung, Gesamtwochen, AuszeichnungChartplatzierungen (Jahr, Titel, Platzierungen, Wochen, Auszeichnungen, Anmerkungen) | Höchstplatzierung, Gesamtwochen, AuszeichnungChartplatzierungen (Jahr, Titel, Platzierungen, Wochen, Auszeichnungen, Anmerkungen) | Höchstplatzierung, Gesamtwochen, AuszeichnungChartplatzierungen (Jahr, Titel, Platzierungen, Wochen, Auszeichnungen, Anmerkungen) | Höchstplatzierung, Gesamtwochen, AuszeichnungChartplatzierungen (Jahr, Titel, Platzierungen, Wochen, Auszeichnungen, Anmerkungen) | Anmerkungen                                                            |
| Jahr | Titel             | DE | AT | CH | UK | US | R&B | Anmerkungen                                                            |
| ---- | ----------------- | --- | --- | --- | --- | --- | --- | ---------------------------------------------------------------------- |
| 1988 | Forever Your Girl | DE24 (15 Wo.)DE | — | CH15 Gold · (12 Wo.)CH | UK3 Platin · (39 Wo.)UK | US1 ×7Siebenfachplatin · (175 Wo.)US                                                                                              | R&B10 (97 Wo.)R&B | Erstveröffentlichung: 13. Juni 1988 Produzent: Oliver Leiber           |
| 1991 | Spellbound        | DE17 (20 Wo.)DE | — | CH25 (6 Wo.)CH | UK4 Gold · (9 Wo.)UK | US1 ×3Dreifachplatin · (70 Wo.)US                                                                                                 | R&B31 (27 Wo.)R&B | Erstveröffentlichung: 13. Mai 1991 Executive Producer: Gemma Corfield  |
| 1995 | Head over Heels   | — | — | — | UK61 (1 Wo.)UK | US18 Gold · (18 Wo.)US | — | Erstveröffentlichung: 13. Juni 1995 Executive Producer: Gemma Corfield |

### Kompilationen
| Jahr | Titel                              | Höchstplatzierung, Gesamtwochen, AuszeichnungChartplatzierungen (Jahr, Titel, Platzierungen, Wochen, Auszeichnungen, Anmerkungen) | Höchstplatzierung, Gesamtwochen, AuszeichnungChartplatzierungen (Jahr, Titel, Platzierungen, Wochen, Auszeichnungen, Anmerkungen) | Höchstplatzierung, Gesamtwochen, AuszeichnungChartplatzierungen (Jahr, Titel, Platzierungen, Wochen, Auszeichnungen, Anmerkungen) | Höchstplatzierung, Gesamtwochen, AuszeichnungChartplatzierungen (Jahr, Titel, Platzierungen, Wochen, Auszeichnungen, Anmerkungen) | Höchstplatzierung, Gesamtwochen, AuszeichnungChartplatzierungen (Jahr, Titel, Platzierungen, Wochen, Auszeichnungen, Anmerkungen) | Höchstplatzierung, Gesamtwochen, AuszeichnungChartplatzierungen (Jahr, Titel, Platzierungen, Wochen, Auszeichnungen, Anmerkungen) | Anmerkungen                         |
| Jahr | Titel                              | DE | AT | CH | UK | US | R&B | Anmerkungen                         |
| ---- | ---------------------------------- | --- | --- | --- | --- | --- | --- | ----------------------------------- |
| 1990 | Shut Up and Dance: The Dance Mixes | DE37 (9 Wo.)DE | — | — | UK40 (2 Wo.)UK | US7 Platin · (35 Wo.)US | R&B65 (14 Wo.)R&B | Erstveröffentlichung: 8. Mai 1990   |
| 2007 | Greatest Hits: Straight Up!        | — | — | — | — | — | R&B86 (1 Wo.)R&B | Erstveröffentlichung: 8. Mai 2007   |
| 2011 | 10 Great Songs                     | — | — | — | — | — | R&B46 (11 Wo.)R&B | Erstveröffentlichung: 14. Juli 2011 |

Weitere Kompilationen
- 2000: Greatest Hits
- 2012: Straight Up! The Very Best of Paula Abdul (2 CDs)
- 2013: Icon

## Singles
| Jahr | Titel Album                                                          | Höchstplatzierung, Gesamtwochen, AuszeichnungChartplatzierungen (Jahr, Titel, Album, Platzierungen, Wochen, Auszeichnungen, Anmerkungen) | Höchstplatzierung, Gesamtwochen, AuszeichnungChartplatzierungen (Jahr, Titel, Album, Platzierungen, Wochen, Auszeichnungen, Anmerkungen) | Höchstplatzierung, Gesamtwochen, AuszeichnungChartplatzierungen (Jahr, Titel, Album, Platzierungen, Wochen, Auszeichnungen, Anmerkungen) | Höchstplatzierung, Gesamtwochen, AuszeichnungChartplatzierungen (Jahr, Titel, Album, Platzierungen, Wochen, Auszeichnungen, Anmerkungen) | Höchstplatzierung, Gesamtwochen, AuszeichnungChartplatzierungen (Jahr, Titel, Album, Platzierungen, Wochen, Auszeichnungen, Anmerkungen) | Höchstplatzierung, Gesamtwochen, AuszeichnungChartplatzierungen (Jahr, Titel, Album, Platzierungen, Wochen, Auszeichnungen, Anmerkungen) | Höchstplatzierung, Gesamtwochen, AuszeichnungChartplatzierungen (Jahr, Titel, Album, Platzierungen, Wochen, Auszeichnungen, Anmerkungen) | Anmerkungen |
| Jahr | Titel Album                                                          | DE | AT | CH | UK | US | R&B | Dance | Anmerkungen |
| ---- | -------------------------------------------------------------------- | --- | --- | --- | --- | --- | --- | --- | --- |
| 1988 | Knocked Out Forever Your Girl                                        | — | — | — | UK45 (4 Wo.)UK | US41 (13 Wo.)US | R&B8 (16 Wo.)R&B | Dance14 (8 Wo.)Dance | Erstveröffentlichung: 4. Mai 1988 Autoren: Daryl Simmons, L.A. Reid, Babyface                                                                              |
| 1988 | (It’s Just) The Way That You Love Me Forever Your Girl               | — | — | — | UK74 (4 Wo.)UK | US3 (25 Wo.)US | R&B10 (14 Wo.)R&B | Dance18 (6 Wo.)Dance | Erstveröffentlichung: 2. August 1988 Charteintritt in UK erst im November 1989 Autor: Oliver Leiber                                                        |
| 1988 | Straight Up Forever Your Girl                                        | DE3 (20 Wo.)DE | AT8 (14 Wo.)AT | CH3 (16 Wo.)CH | UK3 Silber · (13 Wo.)UK | US1 ×2Doppelplatin · (25 Wo.)US | R&B2 (17 Wo.)R&B | Dance3 (11 Wo.)Dance | Erstveröffentlichung: 22. November 1988 Autor: Elliot Wolff                                                                                                |
| 1989 | Forever Your Girl                                                    | DE17 (13 Wo.)DE | — | CH24 (3 Wo.)CH | UK24 (7 Wo.)UK | US1 Gold · (22 Wo.)US | R&B54 (12 Wo.)R&B | Dance28 (6 Wo.)Dance | Erstveröffentlichung: 20. Februar 1989 Autor: Oliver Leiber                                                                                                |
| 1989 | Cold Hearted Forever Your Girl                                       | DE38 (15 Wo.)DE | — | — | UK46 (3 Wo.)UK | US1 Platin · (21 Wo.)US | — | Dance19 (8 Wo.)Dance | Erstveröffentlichung: 15. Juni 1989 Charteintritt in UK erst im September 1990 Autor: Elliot Wolff                                                         |
| 1989 | Opposites Attract Forever Your Girl                                  | DE14 (18 Wo.)DE | AT18 (7 Wo.)AT | CH19 (7 Wo.)CH | UK2 Silber · (13 Wo.)UK | US1 Gold · (23 Wo.)US | R&B3 (19 Wo.)R&B | Dance24 (8 Wo.)Dance | Erstveröffentlichung: 28. November 1989 mit The Wild Pair Autor: Oliver Leiber                                                                             |
| 1990 | Knocked Out (Pettibone Remix) Shut Up and Dance: The Dance Mixes     | — | — | — | UK21 (5 Wo.)UK | — | — | — | Erstveröffentlichung: 9. Juli 1990 Remix: Shep Pettibone                                                                                                   |
| 1991 | Rush Rush Spellbound                                                 | DE12 (24 Wo.)DE | AT23 (2 Wo.)AT | — | UK6 (11 Wo.)UK | US1 Platin · (19 Wo.)US | R&B20 (14 Wo.)R&B | — | Erstveröffentlichung: 2. Mai 1991 Autor: Peter Lord |
| 1991 | The Promise of a New Day Spellbound                                  | DE86 (5 Wo.)DE | — | — | UK52 (2 Wo.)UK | US1 (16 Wo.)US | — | — | Erstveröffentlichung: 20. Juli 1991 Autoren: Paula Abdul, Peter Lord, Sandra St. Victor, Vernon Jeffrey Smith                                              |
| 1991 | Blowing Kisses in the Wind Spellbound                                | — | — | — | — | US6 (18 Wo.)US | — | — | Erstveröffentlichung: 17. Oktober 1991 Autor: Peter Lord                                                                                                   |
| 1992 | Vibeology Spellbound                                                 | — | — | CH31 (1 Wo.)CH | UK19 (6 Wo.)UK | US16 (14 Wo.)US | — | Dance17 (8 Wo.)Dance | Erstveröffentlichung: 16. Januar 1992 Autoren: Peter Lord, Sandra St. Victor, Vernon Jeffrey Smith                                                         |
| 1992 | Will You Marry Me? Spellbound                                        | DE74 (4 Wo.)DE | — | — | UK73 (1 Wo.)UK | US19 (13 Wo.)US | — | — | Erstveröffentlichung: 19. März 1992 Autoren: Paula Abdul, Peter Lord, Sandra St. Victor, Vernon Jeffrey Smith                                              |
| 1995 | My Love Is for Real Head over Heels                                  | DE87 (4 Wo.)DE | — | — | UK28 (3 Wo.)UK | US28 (13 Wo.)US | R&B96 (3 Wo.)R&B | Dance1 (12 Wo.)Dance | Erstveröffentlichung: 29. Mai 1995 feat. Ofra Haza Autoren: Paula Abdul, Rhett Lawrence                                                                    |
| 1995 | Crazy Cool Head over Heels                                           | DE89 (5 Wo.)DE | — | — | — | US58 (9 Wo.)US | — | Dance13 (11 Wo.)Dance | Erstveröffentlichung: 22. August 1995 Autoren: Peter Lord, Sandra St. Victor, V. Jeffrey Smith                                                             |
| 2008 | Dance Like There’s No Tomorrow Randy Jackson’s Music Club Volume One | — | — | — | — | US62 (6 Wo.)US | — | Dance2 (15 Wo.)Dance | Erstveröffentlichung: 22. Januar 2008 mit Randy Jackson Autoren: Dicky Daniel Klein, Edwin Serrano, Eritza Laues, Johannes Jørgensen, Shae Patrick Skinner |
| 2009 | I’m Just Here for the Music –                                        | — | — | — | — | US87 (2 Wo.)US | — | — | Erstveröffentlichung: 5. Mai 2009 Autoren: Danielle Brisebois, Wayne Rodriguez                                                                             |

Weitere Singles
- 1991: Alright Tonight (Promo)
- 1995: Ain’t Never Gonna Give You Up
- 2012: Dream Medley

## Videoalben
- 1989: Straight Up (US: ×2Doppelplatin )
- 1991: Captivated: The Video Collection ’92 (US: Gold)
- 1996: Under My Spell – Live
- 2005: Video Hits
- 2005: Ultimate Voice Coach

## Statistik

### Chartauswertung
|                     | DE    | AT    | CH    | UK    | US    | R&B     |
| ------------------- | ----- | ----- | ----- | ----- | ----- | ------- |
| Nummer-eins-Alben   | DE—DE | AT—AT | CH—CH | UK—UK | US3US | R&B—R&B |
| Top-10-Alben        | DE—DE | AT—AT | CH—CH | UK2UK | US1US | R&B2R&B |
| Alben in den Charts | DE3DE | AT—AT | CH2CH | UK4UK | US4US | R&B5R&B |

|                       | DE    | AT    | CH    | UK     | US     | R&B     | Dance        |
| --------------------- | ----- | ----- | ----- | ------ | ------ | ------- | ------------ |
| Nummer-eins-Singles   | DE—DE | AT—AT | CH—CH | UK—UK  | US6US  | R&B—R&B | Dance1Dance  |
| Top-10-Singles        | DE1DE | AT1AT | CH1CH | UK3UK  | US8US  | R&B4R&B | Dance3Dance  |
| Singles in den Charts | DE9DE | AT3AT | CH4CH | UK12UK | US15US | R&B7R&B | Dance10Dance |

## Auszeichnungen für Musikverkäufe
| Goldene Schallplatte - Australien - 1990: für das Videoalbum Straight Up - 1991: für die Single Rush Rush - 1991: für das Album Spellbound - Hongkong - 1990: für das Album Forever Your Girl - Japan - 1992: für das Album Spellbound - Kanada - 1990: für die Single Cold Hearted - 1990: für das Videoalbum Straight Up - 1990: für die Single Opposites Attract - Neuseeland - 1990: für das Album Shut Up And Dance - Schweden - 1989: für die Single Straight Up - 1989: für das Album Forever Your Girl - 1990: für die Single Opposites Attract - 1991: für die Single Rush Rush | Platin-Schallplatte - Australien - 1990: für das Album Forever Your Girl - Kanada - 1990: für das Album Shut Up And Dance - 2024: für die Single Straight Up - Neuseeland - 1990: für das Album Forever Your Girl - Schweden - 1991: für das Album Spellbound 2× Platin-Schallplatte - Australien - 1990: für die Single Opposites Attract - Kanada - 1991: für das Album Spellbound 7× Platin-Schallplatte - Kanada - 1991: für das Album Forever Your Girl |

Anmerkung: Auszeichnungen in Ländern aus den Charttabellen bzw. Chartboxen sind in ebendiesen zu finden.
| Land/RegionAuszeichnungen für Musikverkäufe (Land/Region, Auszeichnungen, Verkäufe, Quellen) | Silber     | Gold       | Platin       | Verkäufe   | Quellen                                                                     |
| -------------------------------------------------------------------------------------------- | ---------- | ---------- | ------------ | ---------- | --------------------------------------------------------------------------- |
| Australien (ARIA)                                                                            | —          | 3× Gold3   | 3× Platin3   | 287.500    | aria.com.au                                                                 |
| Hongkong (IFPI/HKRIA)                                                                        | —          | Gold1      | —            | 10.000     | ifpihk.org                                                                  |
| Japan (RIAJ)                                                                                 | —          | Gold1      | —            | 100.000    | riaj.or.jp                                                                  |
| Kanada (MC)                                                                                  | —          | 3× Gold3   | 11× Platin11 | 1.185.000  | musiccanada.com                                                             |
| Neuseeland (RMNZ)                                                                            | —          | Gold1      | Platin1      | 30.000     | aotearoamusiccharts.co.nz                                                   |
| Schweden (IFPI)                                                                              | —          | 4× Gold4   | Platin1      | 225.000    | sverigetopplistan.se ifpi.se (Memento vom 21. Mai 2012 im Internet Archive) |
| Schweiz (IFPI)                                                                               | —          | Gold1      | —            | 25.000     | hitparade.ch                                                                |
| Vereinigte Staaten (RIAA)                                                                    | —          | 4× Gold4   | 17× Platin17 | 16.750.000 | riaa.com                                                                    |
| Vereinigtes Königreich (BPI)                                                                 | 2× Silber2 | Gold1      | Platin1      | 800.000    | bpi.co.uk                                                                   |
| Insgesamt                                                                                    | 2× Silber2 | 19× Gold19 | 34× Platin34 |            |                                                                             |